# Swedish Beach Tour 2008
Swedish Beach Tour 2008 var första upplagan av Swedish Beach Tour.
| Datum       | Ort         | Plats | Vinnare                           | Vinnare                   |
| Datum       | Ort         | Plats | Damer                             | Herrar                    |
| ----------- | ----------- | ----- | --------------------------------- | ------------------------- |
|             | Uppsala     |       | K. Lundqvist / A. Ljungquist      | Miramontes/Virgen (MEX)   |
|             | Helsingborg |       | J. Karlsson / C. Nilsson          | Grotowski / Weaver (GBR)  |
|             | Karlskrona  |       | J. Rohkamper (AUS)/ A. Andersson  | P. Jonsson / M. Nilsson   |
|             | Sundsvall   |       | K. Lundqvist / A. Ljungquist      | J. Karlsson / C. Nilsson  |
|             | Piteå       |       | J. Rohkamper (AUS)/A. Andersson   | D. Andersson / Gunnarsson |
| (SM)        | Falkenberg  |       | J. Karlsson / C. Nilsson          | P. Jonsson / M. Nilsson   |
|             | Malmö       |       | J. Rohkamper (AUS) / A. Andersson | P. Jonsson / M. Nilsson   |
|             | Umeå        |       | J. Karlsson / C. Nilsson          | B. Berg / H. Brinkborg    |
| (Tourfinal) | Halmstad    |       | K. Lundqvist / A. Ljungquist      | B. Berg / H. Brinkborg    |